# Danilo (futebolista, 2001)
Danilo dos Santos de Oliveira, mais conhecido como Danilo (Salvador, 19 de abril de 2001), é um futebolista brasileiro que atua como volante. Joga pelo Botafogo.

## Carreira

### Início
Nascido em Salvador e torcedor do Tricolor de Aço, Danilo começou nas categorias de base do Bahia e paralelamente também atuava em uma escolinha de futebol chamada Deguinhos da Bola, onde era destaque, jogando até de goleiro se preciso. Ficou por 8 anos no Bahia, até 2015, quando foi dispensado. Pensou em até abandonar o futebol e se dedicar aos estudos por isso. Mas foi convencido por seu professor da escolinha, Dego, a não desistir:
| “                                         | Rapaz, seja perseverante. Não faça isso de largar a bola, pelo amor de Deus’. Ele disse que tinha ficado oito anos no Bahia e desistiram dele, mas eu insisti para ele ter calma e fé em Deus. | ” |
| — Dego, treinador de Danilo na escolinha. | |   |

A partir de um contato pelo Facebook, Dego levou Danilo para o Instituto Social Manassés, programa social que incentiva a prática do esporte e combate às drogas e tinha uma parceria com o Cajazeiras, também da Bahia. Em 2017, com 16 anos de idade, entrou no Cajazeiras através de um projeto social, depois de uma rápida passagem pelo juvenil do Jacuipense.

### Cajazeiras
Fez sua estreia dia 5 de março de 2018, entrando no segundo tempo da vitória por 4–0 sobre o Conquista na segunda divisão do campeonato baiano, e obteve um vice‐campeonato baiano, perdendo para Jequié na final. Seu destaque no time chamou a atenção do Palmeiras.

### Palmeiras
Em 2018, Danilo foi contratado pelo Palmeiras, inicialmente para o Sub-17 por empréstimo com opção de compra. Foi campeão do Paulista Sub-17 e Sub-20.

#### 2020
Após ser relacionado na rodada anterior contra Internacional mas não ter entrado na partida, estreou pelo Palmeiras no jogo seguinte em 6 de setembro de 2020 alçado por Vanderlei Luxemburgo, substituindo seu colega de Sub-20 na época Patrick de Paula, na vitória por 2–1 sobre o Red Bull Bragantino na 8ª rodada do Brasileirão. No dia 10 de setembro de 2020, foi comprado em definitivo pelo Palmeiras, assinando um contrato por 5 anos. Marcou seu primeiro gol pelo Palmeiras marcando o quinto gol da vitória por 5–0 na Copa Libertadores contra o Delfín.
Depois de 21 anos da primeira e única conquista, sagrou-se bicampeão da Libertadores com o Palmeiras, após vencer o Santos na final por 1–0 no Maracanã, com gol marcado por Breno Lopes.

#### 2021
Em 3 de março de 2021, no dérbi contra o Corinthians, válido pela 2° rodada do Paulista, Danilo roubou a bola, levou até a área adversária e deu o passe para Lucas Lima abrir o placar do jogo. A partida terminou 2 a 2. Marcou também na vitória por 2 a 0 sobre a Ferroviária, em 14 de março, válido pela 4° rodada do Campeonato Paulista.
Fez também na estreia do Palmeiras na Libertadores, na vitória por 3 a 2 sobre o Universitário em dia 22 de abril. Durante a temporada, Danilo se consolidou como titular absoluto sob o comando de Abel Ferreira, sendo um dos principais meio-campistas do time.
Em 3 de setembro, fez o gol do Palmeiras no empate de 1–1 com o Juventude na 23.ª rodada do Brasileirão.

#### 2022

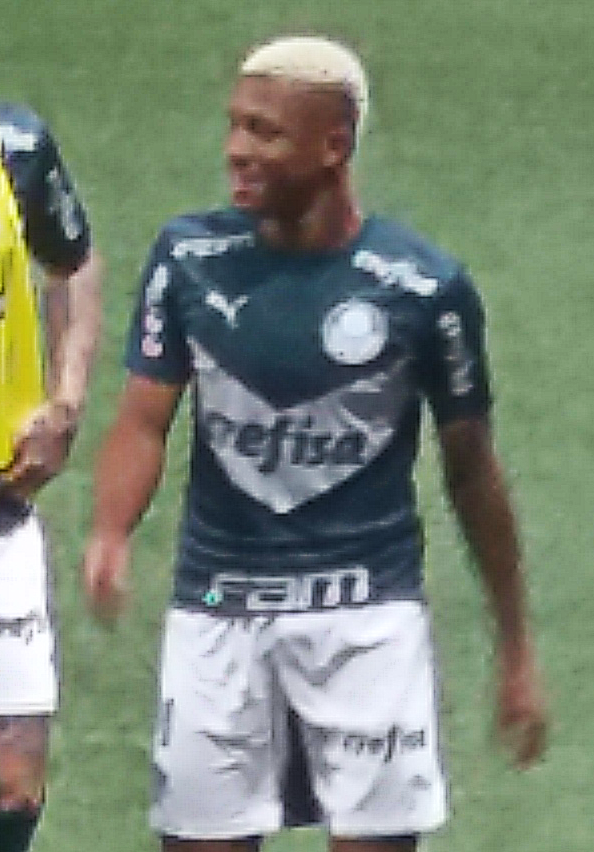
Danilo com o Palmeiras em 2022.

Começou o ano em alta após sua ótima temporada no ano anterior, sendo observado por vários clubes do continente europeu. Mas devido a sua importância para o time de Abel Ferreira, sua saída do clube antes da disputa do Mundial de Clubes em fevereiro, estava descartada pelo Palmeiras. Em 9 de fevereiro, foi anunciado que seu contrato foi renovado até o final de 2026. Atuou nos dois do Palmeiras no Mundial de clubes, (vitória por 2–0 sobre o Al-Ahly na semifinal e na derrota por 2–1 para Chelsea) e apesar do vice-campeonato, foi premiado com a Bola de Bronze (dada ao terceiro melhor jogador) por suas boas atuações no torneio.
Foi o autor do segundo gol da vitória de 2–0 sobre o Athletico Paranaense no jogo de volta da Recopa em 2 de março (no primeiro as equipes empataram em 2–2), ajudando o clube a ganhar o título inédito da Recopa Sul-Americana de 2022. Em 17 de março, no Derby Paulista contra o Corinthians, participou dos dois gols da vitória por 2–1, tendo no primeiro sofrido o pênalti convertido por Raphael Veiga e feito o segundo gol. Em alta e titular absoluto na equipe, Danilo voltou a receber sondagens de times europeus.
Após não jogar o jogo de ida por estar machucado, fez um dos gols da vitória por 4–0 sobre o São Paulo no jogo de volta da final do Campeonato Paulista e sagrou-se campeão do torneio, após o Verdão reverter a derrota por 3–1 no jogo de ida e vencer no agregado por 5–3. Ao fim do torneio, foi eleito para a Seleção do Campeonato Paulista. Em abril, o jornal L'Équipe fez uma lista com cinco atletas brasileiros que poderiam fazer sucesso na Europa, citando Danilo em primeiro lugar da lista.
Em 20 de abril, Danilo completou 100 jogos pelo Palmeiras no empate contra o Flamengo por 0–0, pela 4ª rodada antecipada do Campeonato Brasileiro. Fez um dos gols na vitória de 2–1 sobre a Juazeirense no jogo de volta da terceira fase da Copa do Brasil em 11 de maio, tendo o Verdão se classificado após placar agregado de 4–2. Com o gol, Danilo chegou a quatro gols em 21 partidas, tendo igualado a mesma quantidade de bolas na rede de sua temporada passada porém com 29 partidas a menos. No jogo seguinte de 14 de maio, fez mais um gol na vitória de 2–0 sobre o Bragantino na 6ª rodada do Brasileirão.
Voltou a marcar em 18 de maio, fazendo o único gol do verdão na vitória contra o Emelec na quinta rodada da Libertadores. Marcou também no empate de 2–2 com Atlético Mineiro em 3 de agosto, válido pelo jogo de ida das quartas de final da Libertadores. Após a convocação à Seleção, o rendimento de Danilo caiu bruscamente, tendo sido notado que em 23 jogos contando com a vitória sobre o Santos por 1–0 em 18 de setembro, levou quatro cartões amarelos e outros dois vermelhos (nessa vitória contra o Peixe no Brasileirão e no empate com Galo nas quartas da Libertadores), tendo marcado apenas um gol, muito distante dos seis gols feitos com o mesmo número de jogos antes da convocação no primeiro semestre.
Danilo encerrou sua passagem no Verdão onde atuou em 141 partidas e marcou 12 gols. 

### Nottingham Forest
Em janeiro de 2023, Danilo assinou contrato com o Nottingham Forest, da Inglaterra, até junho de 2029. O clube inglês pagou ao Palmeiras cerca de 20 milhões de euros (110 milhões de reais, na época) pela transação. Assim como no clube palestrino, recebeu a camisa 28. Em 21 de janeiro de 2023, Danilo fez sua estreia pelo Nottingham Forest no empate com o Bournemouth por 1 a 1, pela 21ª rodada da Premier League, ele volante saiu do banco ainda no primeiro tempo.  Já em 26 de abril, ele marcou seu primeiro gol com a camisa do Nottingham Forest contra o Brighton, pela 33ª rodada do Campeonato Inglês.

#### 2024–25
Em 17 de agosto de 2024, Danilo sofreu uma grave lesão na perna esquerda no começo do jogo contra o Bournemouth, pela 1ª rodada da Premier League. O brasileiro se machucou numa disputa aérea, caindo de mau jeito e, aparentemente, torcendo o tornozelo na queda. Danilo passou por exames que detectaram, além da fratura, lesões parciais nos ligamentos do tornozelo.

### Botafogo
Em 18 de julho de 2025, Danilo foi anunciado como reforço do Botafogo. O jogador assinou contrato com o Alvinegro até julho de 2029. Incluindo bônus por metas, o Glorioso desembolsou cerca de 22 milhões de euros (R$ 142,7 milhões), valor que supera a contratação de Thiago Almada em 2024 (US$ 25 milhões, ou R$ 137,4 milhões na cotação da época), tornando Danilo a contratação mais cara da história do clube carioca.

## Seleção Brasileira

### Sub-20
Em 22 de outubro de 2020, foi um dos convocados por André Jardine para um período de treinamentos em Itu visando o Campeonato Sul-Americano Sub-20 de 2021, competição que posteriormente acabou sendo cancelada por conta da Pandemia de COVID-19.

### Sub-23
Em 18 de agosto de 2023, foi convocado por Ramon Menezes para disputar dois amistosos contra Marrocos nos dias 7 e 11, respectivamente, visando os Jogos Pan-Americanos de 2023 e o Torneio Pré-Olímpico.

### Principal
Em 11 de maio de 2022, Danilo foi convocado pela primeira vez por Tite para a Seleção Brasileira principal para a disputa dos amistosos contra Coreia do Sul e Japão nos dias 2 e 6 de junho, respectivamente. Porém, não chegou a atuar em nenhuma das partidas.

## Estatísticas
Atualizado até dia 19 de abril de 2025.
| Clube             | Temporada         | Campeonato nacional | Campeonato nacional | Campeonato nacional | Copa nacional[a] | Copa nacional[a] | Copa nacional[a] | Competições continentais[b] | Competições continentais[b] | Competições continentais[b] | Outros torneios[c] | Outros torneios[c] | Outros torneios[c] | Total | Total | Total   |
| Clube             | Temporada         | Jogos               | Gols                | Assist.             | Jogos            | Gols             | Assist.          | Jogos                       | Gols                        | Assist.                     | Jogos              | Gols               | Assist.            | Jogos | Gols  | Assist. |
| ----------------- | ----------------- | ------------------- | ------------------- | ------------------- | ---------------- | ---------------- | ---------------- | --------------------------- | --------------------------- | --------------------------- | ------------------ | ------------------ | ------------------ | ----- | ----- | ------- |
| Palmeiras         | 2020              | 18                  | 0                   | 0                   | 5                | 0                | 0                | 11                          | 1                           | 2                           | 2                  | 0                  | 0                  | 36    | 1     | 2       |
| Palmeiras         | 2021              | 22                  | 2                   | 1                   | 0                | 0                | 0                | 13                          | 1                           | 1                           | 14                 | 1                  | 1                  | 49    | 4     | 3       |
| Palmeiras         | 2022              | 34                  | 1                   | 2                   | 3                | 1                | 0                | 8                           | 1                           | 1                           | 11                 | 3                  | 0                  | 56    | 7     | 1       |
| Palmeiras         | Total             | 74                  | 3                   | 3                   | 8                | 1                | 0                | 32                          | 3                           | 4                           | 27                 | 4                  | 1                  | 141   | 12    | 6       |
| Nottingham Forest | 2022–23           | 13                  | 3                   | 2                   | 0                | 0                | 0                | 0                           | 0                           | 0                           | —                  | —                  | —                  | 15    | 3     | 2       |
| Nottingham Forest | 2023–24           | 29                  | 2                   | 2                   | 5                | 1                | 0                | 0                           | 0                           | 0                           | —                  | —                  | —                  | 34    | 3     | 2       |
| Nottingham Forest | 2024-25           | 6                   | 0                   | 0                   | 4                | 0                | 0                | 0                           | 0                           | 0                           | —                  | —                  | —                  | 10    | 0     | 0       |
| Nottingham Forest | Total             | 48                  | 5                   | 4                   | 9                | 1                | 0                | 0                           | 0                           | 0                           | –\|                | –\|                | –\|                | 59    | 6     | 4       |
| Total na carreira | Total na carreira | 122                 | 8                   | 7                   | 17               | 2                | 0                | 32                          | 3                           | 4                           | 27                 | 4                  | 1                  | 200   | 18    | 10      |

- a. ^ Jogos da Copa do Brasil e Copa da Liga Inglesa
- b. ^ Jogos da Copa Libertadores da América e Copa Sul-Americana
- c. ^ Jogos de Campeonato Paulista, Recopa Sul-Americana, Mundial de Clubes e Supercopa do Brasil

## Títulos

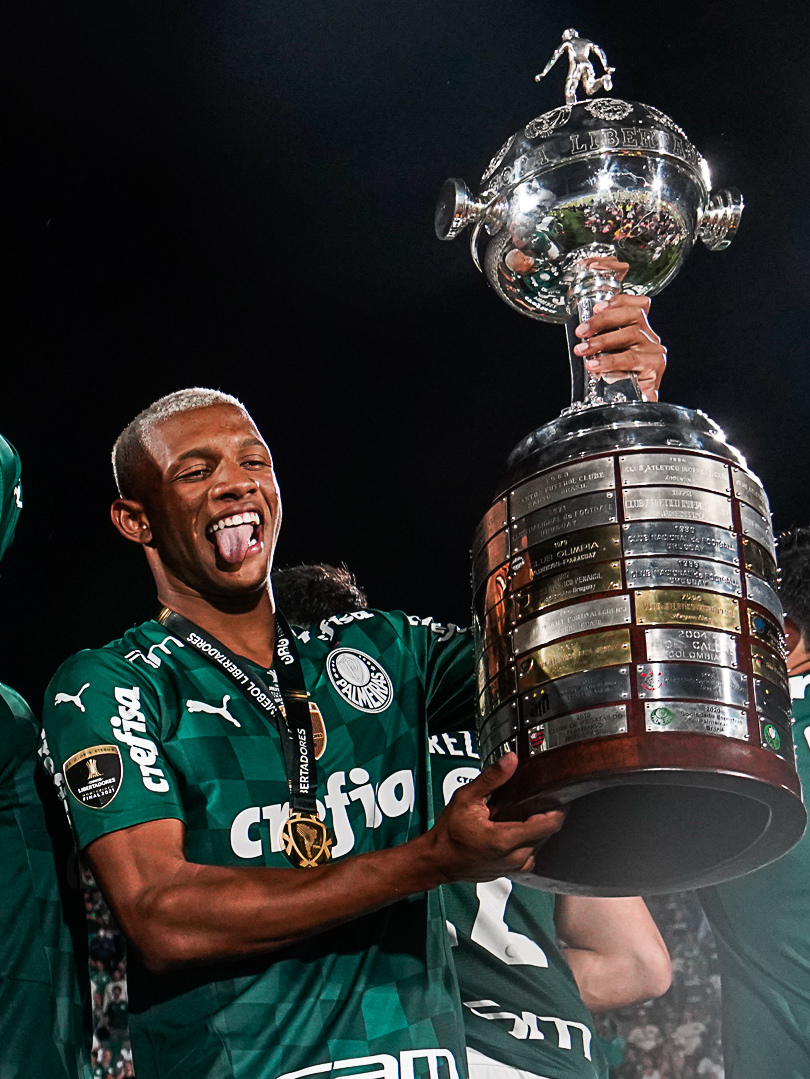
Danilo com a taça da Copa Libertadores da América de 2021

### Palmeiras

#### Categorias de base
- Campeonato Paulista Sub-17: 2018
- Campeonato Paulista Sub-20: 2019

#### Profissional
- Copa Libertadores da América: 2020 e 2021
- Copa do Brasil: 2020
- Recopa Sul-Americana: 2022
- Campeonato Paulista: 2022
- Campeonato Brasileiro: 2022

### Prêmios individuais
- Bola de Bronze da Copa do Mundo de Clubes da FIFA: 2021
- Seleção do Campeonato Paulista: 2022

### Artilharia
- Recopa Sul-Americana de 2022 (1 gol)